# Hill Glacier
Hill Glacier är en glaciär i Antarktis. Den ligger i Västantarktis. Chile och Storbritannien gör anspråk på området. Hill Glacier ligger 26 meter över havet.
Terrängen runt Hill Glacier är platt åt nordost, men åt sydväst är den kuperad.  Trakten är obefolkad. Det finns inga samhällen i närheten.